# У вищих сферах
«У вищих сферах» (англ. In High Places) — роман про альтернативну історію Гаррі Тертлдава. Він є частиною серії «Перехресний трафік» і розгортається в альтернативному світі, де Чорна смерть була набагато жорстокішою, убивши 80 відсотків європейського населення, а континент згодом знову заселили мусульмани.
Події наступної частини книги відбуваються в іншому альтернативному світі, де Римська імперія була знищена на ранній стадії і де Іспанія поділена між карфагенськими колоніями на узбережжі та баскськими племенами у внутрішніх районах.

## Короткий зміст сюжету
Книга присвячена стосункам між християнами та мусульманами, а також рабами і господарями в середньовічному суспільстві очима Аннет, 18-річної мандрівниці в часі з кінця ХХІ століття, яка видає себе за дочку мусульманського купця, і яку захоплюють і продають у рабство. Це також перша книга серії, в якій більше уваги приділено походженню організації «Перехресний трафік» наприкінці ХХІ століття.

## Рецепція
Publishers Weekly у своїй рецензії стверджує, що «Turtledove переконливо зображує конфлікт між християнами та мусульманами, але менш ретельно описує стосунки між чоловіком і жінкою. Попри дидактичні вислови про рабство, книга має задовольнити свою цільову аудиторію молодших читачів». Роланд Дж. Грін у своїй рецензії для Booklist сказав, що "хоча остання третина трохи переплутана, це найкраща пряжа Crosstime Traffic на сьогодні, у якій, окрім двох привабливих героїв, представлено широке дослідження етичних проблем рабства. "